# Felsőtárkány SC
A Felsőtárkány SC Felsőtárkány város futballklubja. A klubot 1951-ben alapították, de a jelenlegi egyesület 2003-tól működik.

## Jelenlegi keret
| Kapusok          | Kapusok |
| ---------------- | ------- |
| Farkas Krisztián | 1       |
| Kiss Krisztián   | 99      |

| Védők           | Védők |
| --------------- | ----- |
| Mika Dávid      | 3     |
| Lehóczky Zsolt  | 4     |
| Péter Zoltán    | 10    |
| Énekes Máté     | 12    |
| Marquardt Donát | 20    |
| Tímár Richárd   | 21    |
| Béres Bence     | 23    |
| Nagylaki Dávid  | 29    |
| Énekes Zsolt    | 77    |

| Középpályások    | Középpályások |
| ---------------- | ------------- |
| Bajzát Róbert    | 7             |
| Nyilas László    | 8             |
| Seres Bence      | 13            |
| Tanner Tamás     | 14            |
| Bajzát Gergő     | 15            |
| Csík Márkó       | 17            |
| Lázár Levente    | 19            |
| Szőllősi Richárd | 30            |
| Lónyai István    | 90            |
| Bajzát Kristóf   | 97            |

| Csatárok       | Csatárok |
| -------------- | -------- |
| Tóth Kornél    | 9        |
| Lakatos Martin | 11       |
| Lubai Zsombor  | 28       |
| Ruff Renátó    | 69       |
| Barta Alex     |          |